# Randle (Washington)
Randle ist ein Dorf im äußersten Osten des Lewis County im US-Bundesstaat Washington. Randle liegt am U.S. Highway 12 und ist für den nordöstlichen Zugang zum Aussichtspunkt Mount St. Helens Windy Ridge bekannt, der auf Straßen des U.S. Forest Service erreicht werden kann, die sich durch den Gifford Pinchot National Forest schlängeln. Randle liegt unmittelbar am Cowlitz River, etwa vier Meilen (6,4 km) nördlich des Cispus River, einem Zufluss zum Cowlitz River. Die ländliche Gegend, die Randle umgibt, ist in der Gegend als „Big Bottom Valley“ bekannt, welches auf die Tatsache abhebt, dass der Talboden, auf dem sich der Cowlitz River westwärts windet, breit und eben ist: mehr als drei Meilen (4,8 km) fruchtbaren Landes in der Breite.

## Geschichte
William Joerk erkundete das umliegende Land etwa 1882. Randle wurde erstmals 1886 von James L. Randle besiedelt. Das Dorf wurde 1902 gegründet.
1952 wurde die White Pass High School erbaut. Diese wurde 2011 abgerissen, um ein neues Gebäude zu errichten.

## Geographie
Randle ist das Zentrum des White Pass School District, welcher neben Randle die Orte Glenoma und Packwood umfasst. Die Gesetzgebung über Schulbezirke im Staat Washington berücksichtigt die extrem ländliche Lage im äußersten Osten des Lewis County; der Schulbezirk endet an der Kaskadenkette, wo das Lewis County an das Yakima County grenzt. Die Gemeinde Randle liegt innerhalb des Census Tract 9719 des Lewis County.

### Klima
In der Klima-Region, in der auch Randle liegt, herrschen warme (aber nicht heiße) und trockene Sommer, deren monatliche Durchschnittstemperaturen 22 °C nicht übersteigen. Nach der Klimaklassifikation nach Köppen und Geiger handelt es sich um ein sommerwarmes Mittelmeerklima (abgekürzt „Csb“).

## Politik
Randle ist ein von den Republikanern beherrschtes Gebiet, was für den Großteil des Lewis County gilt. Die Ergebnisse der Präsidentschaftswahl in den Vereinigten Staaten 2004 waren die folgenden:
- George W. Bush (Republikaner) – 501 (63,34 %)
- John F. Kerry (Demokraten) – 273 (34,51 %)
- Ralph Nader (Parteilos) – 9 (1,14 %)
- Michael Peroutka (Constitution Party) – 4 (0,51 %)
- Andere – 4 (0,51 %)

Zu beachten ist, dass diese Information ausschließlich auf denen der Wahlkreise Randle East und Randle West beruht. Da es sich um ein gemeindefreies Gebiet handelt, gibt es keine festen Grenzen und die Wahlkreise müssen nicht mit den Grenzen des Census übereinstimmen.